# Raorchestes chlorosomma
Raorchestes chlorosomma es una especie de anfibio anuro de la familia Rhacophoridae.

## Distribución geográfica
Esta especie es endémica del distrito de Idukki en el estado de Kerala en la India en Ghats occidentales.

## Etimología
El nombre específico chlorosomma proviene del griego chloros, que significa verde y de omma, que significa ojos, con referencia a los iris verdosos de esta especie.

## Publicación original
- Biju & Bossuyt, 2009: Systematics and phylogeny of Philautus Gistel, 1848 (Anura, Rhacophoridae) in the Western Ghats of India, with descriptions of 12 new species. Zoological Journal of the Linnean Society, vol. 155, p. 374-444.[4]